# Xavier Revil
Xavier Revil, né le 28 mai 1971 à Saint-Martin-d’Hères, est un skipper français.

## Résultats
Il est médaillé de bronze du championnat du monde de Tornado en 2005 et en 2007.
Il remporte l'édition 2015 du Tour de France à la voile avec François Morvan et l'équipage du Spindrift.